# جان اسماتس
جان اسماتس (انگلیسی: Jan Smuts;‏ ۲۴ مهٔ ۱۸۷۰ – ۱۱ سپتامبر ۱۹۵۰ (۸۰ سال)) فیلسوف، افسر (ارتش)، وکیل، و سیاستمدار اهل اتحادیه آفریقای جنوبی بود. او دوبار، یکبار از ۱۹۱۹ تا ۱۹۲۴ و بار دیگر از ۱۹۳۹ تا ۱۹۴۸ نخست‌وزیر اتحادیه آفریقای جنوبی بود.
وی همچنین برندهٔ جوایزی همچون لژیون دونور (فرمانده) و نشان مریت شده‌است.